# 1856
Évszázadok: 18. század – 19. század – 20. század
Évtizedek: 1800-as évek – 1810-es évek – 1820-as évek – 1830-as évek – 1840-es évek – 1850-es évek – 1860-as évek – 1870-es évek – 1880-as évek – 1890-es évek – 1900-as évek
Évek: 1851 – 1852 – 1853 – 1854 –  1855 – 1856 – 1857 – 1858 – 1859 – 1860 – 1861

## Események
- február 3. – Megjelenik az Uylenspiegel nevű belga lap.
- február 18. – A krími háború után ülésező párizsi konferencia kívánságára I. Abdul-Medzsid oszmán szultán kiadja a hatt-i humajúnt, amelyben alattvalóinak vallási különbség nélkül egyenlő jogokat és elbánást biztosít.[1]
- február 20. (Julián naptár szerint február 8.) - Barbu Știrbei fejedelem rendeletével Havasalföldön megszünteti a rabszolgaságot.[1]
- március 30.
  - Aláírják a krími háborút lezáró párizsi békeszerződést.[2]
  - Megalakul az európai Duna Bizottság.[3]
- augusztus 31. – Felszentelik az esztergomi bazilikát.[4]
- október 8. – Az Arrow-incidens a kínai Kanton kikötőjében. (A második ópiumháború kezdete.)[5]
- december 24. – Elindul a gázlámpás közvilágítás a mai Rákóczi úton, Budapesten.[6]

## Születések
- február 12. – Eduard von Böhm-Ermolli osztrák katonatiszt, császári és királyi tábornagy, az I. világháborúban († 1941)
- március 16. – Napóleon Lajos francia császári herceg („IV. Napóleon”) († 1879)
- április 3. – Marczali Henrik történetíró, egyetemi tanár, az MTA levelező tagja  († 1940)
- április 24. – Henri Philippe Pétain francia marsall, miniszterelnök, köztársasági elnök († 1951)
- május 6. – Sigmund Freud, neurológus († 1939)
- június 4. – Habsburg–Tescheni Frigyes főherceg osztrák főherceg, magyar királyi herceg, Teschen hercege, császári és királyi tábornagy, 1914–1917-ig az Osztrák–Magyar Monarchia haderejének főparancsnoka († 1936)
- június 21. – Strobl Alajos, szobrász († 1926)
- július 4. – Téry Ödön, a magyar turistamozgalom egyik alapítója († 1917)
- július 10. – Nikola Tesla, szerb származású elektromérnök, fizikus († 1943)
- július 12. – Habsburg–Lotaringiai Gizella főhercegnő († 1932)
- július 26. – George Bernard Shaw, ír drámaíró († 1950)
- augusztus 10. – Carl Runge német matematikus, fizikus, spektroszkópus († 1927)
- szeptember 1. – Szergej Nyikolajevics Vinogradszkij, orosz származású francia bakteriológus († 1953)
- szeptember 12. – Gracza György, újságíró, író, történetíró († 1908)
- szeptember 23. – Karl Krumbacher német filológus, a korszerű bizantinológia megalapítója, az MTA tagja († 1909)
- szeptember 23. – Szontagh Erzsébet, a csetneki csipke egyik létrehozója († 1917)
- október 15. – Robert Nivelle francia tábornok, a francia erők főparancsnoka (1916–17) († 1924)
- november 29. – Katona Clementina, magyar író, publicista, zenekritikus († 1932)
- december 8. – Thallóczy Lajos, magyar történész († 1916)
- december 13. – Svetozar Borojević az Osztrák–Magyar Monarchiában († 1920)
- december 18. – Joseph John Thomson, angol Nobel-díjas fizikus, az elektron felfedezője († 1940)
- december 25. – Feszty Árpád, festőművész († 1914)
- december 28. - Thomas Woodrow Wilson, politikus, történész, politológus, jogász, egyetemi professzor, Princetoni Egyetem elnöke, az Amerikai Egyesült Államok 28.elnöke 1913-1921 között († 1924)

## Halálozások
- január 6. - Nicolas-Charles Bochsa francia hárfás, zeneszerző (* 1789)
- január 31. – Faragó Cyrill, minorita rendi szerzetes, költő (* 1799)
- február 17. – Heinrich Heine, német költő (* 1797)
- február 18. – Ivan Fjodorovics Paszkevics, orosz tábornagy (* 1782)
- március 6. - Bezerédj István, bezerédi, reformkori politikus, kiváló szónok (* 1796)
- március 15. – Hatvani Imre, ügyvéd, az 1849-es szabadságharc egyik őrnagya (* 1818)
- június 2. – Fjodor Vasziljevics Rüdiger, cári lovassági tábornok (* 1784)
- június 26. – Max Stirner, német államellenes filozófus (* 1806)
- július 4. – Ferenczy István, magyar szobrász (* 1792)
- július 9. – Amedeo Avogadro, olasz természettudós (* 1776)
- július 29. – Robert Schumann, német zeneszerző (* 1810)
- augusztus 24. – William Buckland, angol geológus és őslénykutató, aki elsőként ismertetett egy dinoszaurusz fosszíliát (* 1784)
- október 1. – Christian zu Leiningen-Westerburg, császári és királyi altábornagy (* 1812)
- október 11. – Guyon Richárd, honvéd tábornok (* 1813)
- november 4. – Paul Delaroche, francia festőművész (* 1797)
- november 20. – Bolyai Farkas, magyar matematikus (* 1775)